# Stella (imię)
Stella, Stela – imię żeńskie pochodzenia łacińskiego. Wywodzi się od słowa oznaczającego gwiazdę. Patronką tego imienia jest św. Stella, żyjąca w Galii w III wieku. Stella występuje w Fantazym Juliusza Słowackiego, a jako imię chrzestne była notowana w Polsce co najmniej od 1820 roku.
Stella imieniny obchodzi 11 maja i 4 września.
Znane osoby noszące imię Stella:
- Stella Bernadotte – szwedzka księżniczka, księżna Östergötlandu
- Stella Czajkowska – polska pianistka pochodzenia żydowskiego
- Stella Hudgens – amerykańska aktorka dziecięca
- Stella Lewi – izraelska żołnierz, politolog, psycholog i polityk
- Stella McCartney – projektantka mody
- Stella Niemierko – polska biochemiczka
- Stella Rimington – dyrektorka generalna brytyjskiej Służby Bezpieczeństwa